# Historia de Carmona

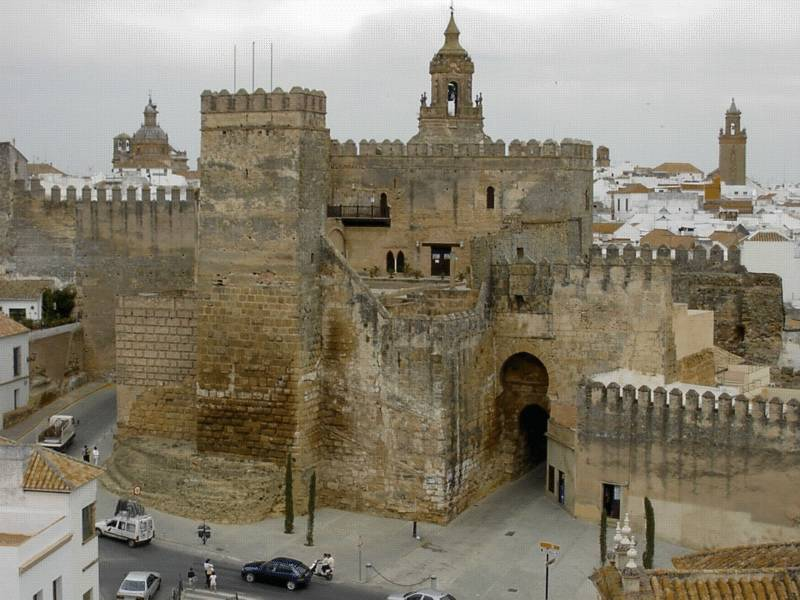
Alcázar de la puerta de Sevilla, originalmente cartaginense y posteriormente reformada y modificada en varias épocas.

La historia de Carmona, y su Prehistoria, abarca desde la ocupación de la zona, que corresponde con el actual municipio de Carmona, en la provincia española de Sevilla, desde los grupos de cazadores-recolectores del Paleolítico, posteriores asentamientos neolíticos y de la Edad de los Metales hasta llegar a épocas históricas donde ha tenido continuidad hasta la actualidad.

## Orígenes. Carmona prehistórica
Desde la primera presencia humana en la península ibérica el territorio ocupado por el actual término municipal de Carmona estuvo habitado por grupos de hombres hace al menos un millón de años.[cita requerida] Sin embargo, faltaba aún mucho para que se dieran las condiciones necesarias para el establecimiento humano en la actual ciudad. Las prácticas económicas de estos grupos se centraban en la caza y la recolección y solían habitar en las proximidades de los ríos, donde más abundante era la caza y donde se proveían de la materia prima para la fabricación de sus rudimentarias herramientas. Con el desarrollo y expansión de la agricultura y ganadería, en el período que denominamos Neolítico, se produce un cambio radical en las formas de organización social y de asentamiento. Las comunidades agrícolas tienden a la sedentarización en poblados, que en esta zona, van a situarse a las orillas de los ríos, cerca del agua y de las tierras de cultivo. La generalización de las actividades productivas, el aumento de población fue creando más presión sobre las áreas de recursos que obligaba no solo a producir alimentos para sobrevivir sino también a defenderlos. A finales del Neolítico y comienzos del Calcolítico, los poblados comienzan a situarse preferentemente en lugares bien defendidos.

## Inicios de la metalurgia en Carmona. Calcolítico
El desarrollo de las actividades productivas como estrategia de consecución de recursos que se inicia en el Neolítico, y se generaliza en el período Calcolítico, a principios del tercer milenio a. C., permite una intensa colonización de la zona de Los Alcores y la Campiña, paisajes idóneos para la producción agropecuaria.
El poblamiento más antiguo en el espacio que actualmente ocupa la ciudad de Carmona, corresponde a la zona de Campo Real. Campo Real es un yacimiento situado sobre la primera elevación de la cornisa de los Alcores al sudoeste del casco histórico de Carmona, separada de ésta por una profunda depresión. Las principales referencias documentales provienen de las excavaciones realizadas por Jorge Bonsor en 1898 en las que descubrió un total de 42 silos excavados en la roca que contenían, en algunos casos, enterramientos. La datación de este yacimiento parece moverse entre el Neolítico final y el Calcolítico inicial, aunque perduró durante todo el período Calcolítico, lo que lo convertiría en coetáneo al ubicado en el casco histórico de Carmona.
Intramuros de la actual Carmona, el primer poblamiento surgió durante el Calcolítico Pleno, hace aproximadamente 4500 años. Éste se extendió por toda la meseta, ocupando preferentemente las cotas altas y laderas de las elevaciones que la conforman, adoptando una tendencia periférica. De esta forma, se evidencia la existencia de restos calcolíticos en el Alcázar del rey D. Pedro, Alcázar de la Reina, Barranquillo, Picacho y, mucho más difuso, en el barrio de San Blas.
Hasta la fecha, se carecía de datos claros que aportaran información acerca del poblado, su configuración y usos económicos, dado que los restos documentados eran muy escasos y dispersos. Las excavaciones llevadas a cabo en un solar de la calle Dolores Quintanilla, al principio del siglo XXI, estaban aportando una información muy significativa para el conocimiento de la etapa más antigua de Carmona. El poblado estaba formado por la concentración de cabañas y silos donde almacenar el grano. Las cabañas eran circulares en torno a los 2-2,5 m de diámetro y parcialmente excavadas en la roca con un alzado formado por un pequeño zócalo de piedras, cubierta de ramajes y enlucida con barro. Los silos próximos a las cabañas eran circulares, de perfil troncocónico o acampanado, estaban también excavados en la roca y su finalidad era la de almacenar el grano. Posteriormente a su uso, las estructuras subterráneas fueron colmatadas con basuras, entre las que se encontraron los utensilios usados por estas comunidades, como cerámicas fabricadas a mano, dientes de hoz y cuchillos tallados en piedra, punzones de hueso y restos de escoria de cobre, junto a numerosos huesos de los animales que les servían de alimentación.
Las costumbres funerarias de estas gentes son conocidas a través de otros yacimientos próximos. En general, los primeros moradores de Carmona se inhumaban en sepulcros dolménicos colectivos. A principios de este siglo Vega Peláez y G. Bonsor localizaron un dolmen formado por un corredor de 17 m de longitud, cortado por los cimientos del Ayuntamiento, que daba acceso a una cámara circular de 3,70 m de diámetro cubierta con una cúpula realizada por aproximación de hileras culminada con una gran piedra de alcor, en la confluencia de las calles Santa Catalina y Sacramento.

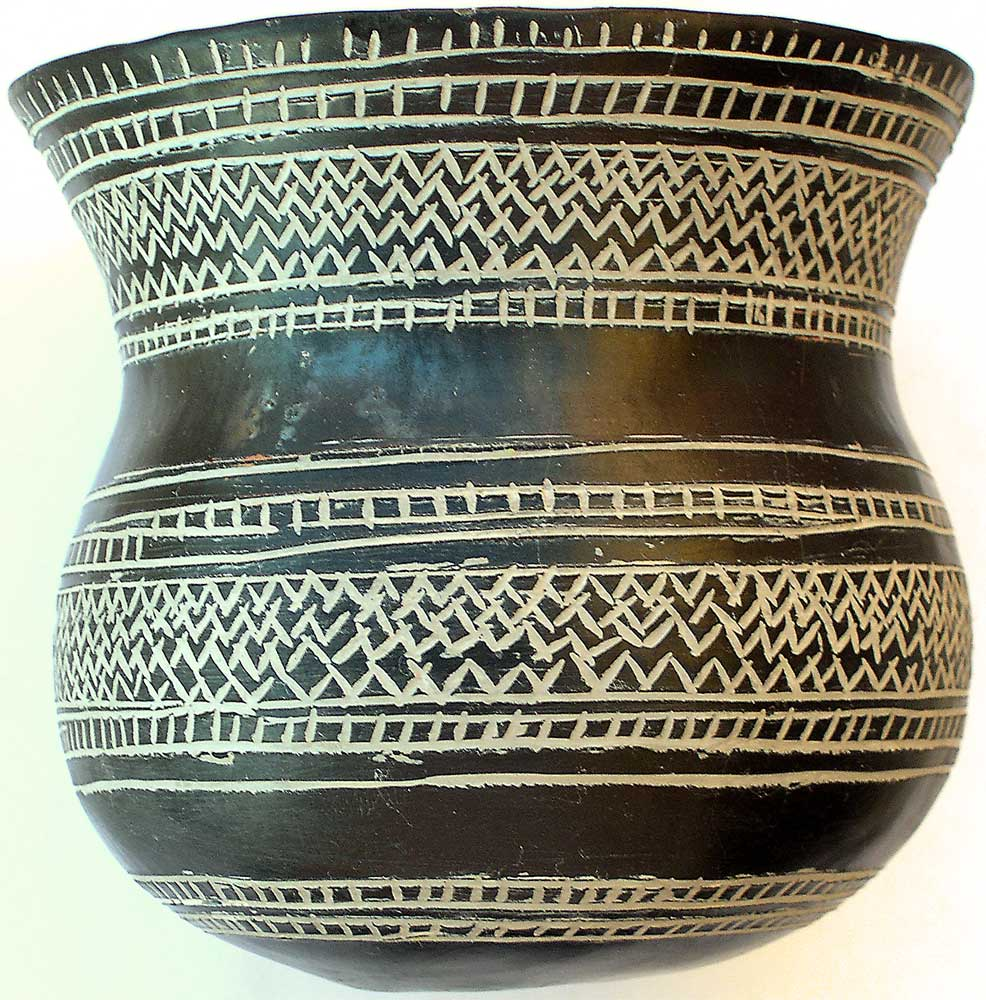
Vaso Campaniforme de Ciempozuelos.

El desarrollo de esta etapa se centró entre los 2500 y 2000 años a. C. El final del Calcolítico está marcado por un nuevo fenómeno cultural identificado por la personalidad de un nuevo tipo de cerámica decorada que se denominó campaniforme por la forma acampanada de uno de sus más prototípicos vasos. Eran formas cerámicas profusamente decoradas con incisiones rellenas de pasta, formando variados motivos. Uno de los primeros hallazgos de este tipo de cerámica se produjo en el cercano yacimiento de El Acebuchal, donde Bonsor exhumó una gran cantidad de vasos muy completos. Lo espectacular del hallazgo, junto a la amplia dispersión que este tipo de cerámica tenía por toda Europa, hizo pensar en un origen carmonense para este fenómeno. Sin embargo, hasta la fecha, nada ha aparecido en la actual ciudad de Carmona que dé pie a seguir manteniendo esta apreciación. Los hallazgos de cerámica campaniforme en la ciudad han sido muy escasos y esporádicos sin que las numerosas excavaciones arqueológicas llevadas a cabo en la ciudad hayan podido arrojar más luz sobre este fenómeno en la ciudad.

## Edad del Bronce
Tras el Calcolítico y, a través de un período de transición no muy bien conocido, se desarrolla la Edad del Bronce. Esta nueva etapa se denomina así por el empleo de una nueva aleación de cobre y estaño para la fabricación de útiles frente al uso más o menos puro del cobre en el período anterior. Sin embargo, las diferencias entre ambos es mucho mayor, afectando a todas los aspectos de la cultura, organización social y ámbito religioso.
El período del Bronce está tradicionalmente dividido en tres partes, Bronce Inicial, Medio y Final, que en la ciudad de Carmona se manifiestan con características culturales distintas y que obligan a un tratamiento diferenciado.

### Bronce Inicial
La primera fase cultural del Bronce, Bronce Inicial, se desarrollaría entre el 1800 y el 1500 a. C.. Básicamente, se caracteriza por un acentuamiento de los procesos iniciados durante el Calcolítico, la progresiva sedentarización de las comunidades humanas, una mayor concentración de la población en determinados yacimientos como Carmona, que refleja una mayor jerarquización en la estructura social, aun manteniendo la base tribal. Asimismo, se comprueba un descenso demográfico generalizado, producto, tal vez, de un empeoramiento de las condiciones climáticas que en el período precedente se había caracterizado por una extrema bondad. Los poblados importantes se sitúan en posiciones estratégicas fácilmente defendibles y se amurallan, estableciendo una presión coercitiva sobre el área de captación de recursos. Las estructuras habitacionales cambian con respecto a los patrones anteriores, de las cabañas circulares se pasa a las construcciones de planta rectangular. Los hábitos económicos siguen teniendo una amplia base agropecuaria con una menor importancia de la caza y la recolección y un creciente desarrollo de las actividades metalúrgicas.
El mundo funerario de esta fase presenta unas características particulares en los Alcores que las distinguen del resto de los yacimientos de Andalucía occidental. De esta fase son las tres tumbas de pozo y covacha encontradas en la Ronda de San Francisco en 1984 de Carmona de las que dos aparecieron totalmente violadas mientras que la TB-1 conservaba restos humanos en posición fetal, recostado sobre el lado izquierdo y mirando al sur. Como ajuar aparecieron tres vasos, dos de ellos tulipiformes y un tercero totalmente fragmentado.
A estas tumbas hay que añadir una excavada en junio de 1995, en el solar número 12 de la calle General Freire de esta ciudad. La tumba era una fosa rectangular excavada en el alcor y que poseía en su cabecera un resalte o poyo que sirvió de almohada para el cadáver y de repisa para la colocación del vaso de ofrendas. La fosa contenía el cadáver inhumado de un niño de apenas dos años de edad, que apareció en posición encogida, recostado sobre su costado izquierdo, mirando al este. Sus brazos aparecieron flexionados de tal forma que su mano derecha estaba debajo de su mejilla, mientras que la izquierda sostenía una ofrenda de carne. Sobre la repisa debió ir el vaso que, conteniendo algún líquido, completaba el ajuar. La tumba debió cubrirse con lajas de piedra que ya habían desaparecido desde antiguo.
Los datos que tenemos para Carmona son escasos e insuficientes todavía para ofrecer un panorama claro de la morfología, estructura y extensión del poblado. Por lo que se conoce, el poblamiento se centraría en la zona este de la actual ciudad, por otra parte la más elevada y defendida por la configuración natural del sitio, y zona sur, en torno al Picacho. Se desconoce la relación que las tumbas de la Ronda del León de San Francisco pudieran tener con Carmona, pero previsiblemente era la necrópolis del poblado del Bronce Inicial que se situaba en la actual ciudad.

### Bronce medio
Hacia la mitad del II milenio a. C. se produce un cambio radical en las características culturales que definen el Bronce Medio con respecto a los grupos humanos asentados en Carmona en la etapa precedente. Muchos de los yacimientos cercanos a Carmona se abandonan, como Alcalá de Guadaíra tras ser destruido por un incendio, o la Mesa de Gandul. En Andalucía oriental asistimos al ocaso de la cultura del Argar. Paralelamente asistimos a la presencia de comunidades de pastores nómadas procedentes de la Meseta y que arqueológicamente recibe el nombre de cultura de Cogotas I, que vienen a sustituir en casi todo el bajo valle del Guadalquivir a las poblaciones que les precedieron durante el Bronce Inicial. Las razones de este cambio generalizado son todavía desconocidas aunque algunos indicios parecen apuntar a un fuerte cambio en el clima que llevó al traste a gran parte de estas comunidades agrícolas sedentarias.
Los restos arqueológicos documentados en esta etapa, que transcurre aproximadamente entre el 1400 y 1100 a. C., se caracterizan por estar muy extendidos, abarcando no solo todo el casco antiguo de la ciudad de Carmona sino también ocupando elevaciones cercanas como la Batida. Esto unido a que los depósitos arqueológicos generados en esta época tienen escasa potencia, parece indicar que el tipo de poblamiento era disperso en torno a una zona concreta, que las estructuras de habitación eran necesariamente de materiales poco consistentes, ya que las unidades de estratificación de este momento están compuestas básicamente por las tierras rojas de descomposición de la roca terciaría, sin que la presencia de adobes sea suficientemente significativa, lo contrario que ocurre a partir del Hierro I donde la composición de las capas está íntimamente ligada a los materiales de construcción utilizados en esas épocas, principalmente los adobes. Estas son, en parte, algunas de las razones que han impedido hasta hoy aislar adecuadamente los materiales del Bronce Medio que normalmente aparecían en estratos del Bronce Final y del Hierro I, dando lugar a la interpretación de estos materiales como parte de los conjuntos de esa etapa, fundamentalmente la poca consistencia de su depósito matriz, fácilmente erosionable. Por tanto la posibilidad de un tipo de poblamiento poco estable, o incluso estacional, y disperso no debe perderse de vista, a la espera de datos que arrojen más luz sobre este extremo.
La naturaleza de la estratificación generada acerca al tipo de configuración de poblados pertenecientes a Cogotas I caracterizados por la existencia de estructuras excavadas de distintas dimensiones y formas de funcionalidad no precisable con seguridad, y cabañas rectangulares realizadas con materiales poco consistentes, madera, ramajes y barro. En Carmona, las únicas estructuras asociadas a Cogotas I son precisamente hoyos, como en el caso de la estructura excavada en la roca de base documentada en el año 1989 en costanilla Torre del Oro s/n que interpretamos como silo.
El final de este período se centra en torno al 1100 a. C.. Desde este momento hasta la constatación de nueva población en el Bronce Final existe un vacío de información en el que no se percibe presencia humana por causas que quizás se aclaren conforme avance la investigación.

## Carmona y Tartessos: Bronce Final y Primer Hierro

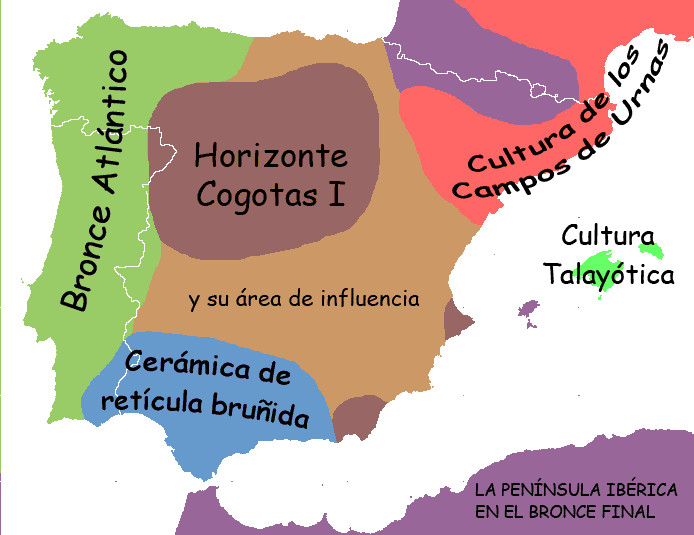
La península ibérica en el Bronce Final.

El nuevo milenio traería una de las etapas más florecientes de la historia de este territorio, marcado por el nacimiento, apogeo y muerte de Tartessos. Tartessos refleja un fenómeno cultural producto del contacto entre dos comunidades étnicas diferentes, de un lado, el mundo indígena y de otro los colonizadores orientales, principalmente fenicios, que llegaron a las costas peninsulares a mediados del siglo VIII a. C.. Las relaciones entre ambas comunidades marcarán el desarrollo y destino final del mítico reino de Gerión, Gárgoris, Habis y Argantonio.
A principios del I milenio se documentan los primeros grupos que conformarían el substrato étnico de Tartessos y que, en poco tiempo, llegan a ocupar todo el occidente de la actual Andalucía. Se fundan nuevos poblados a la vez que se reocupan otros habitados con anterioridad. Estas gentes no parecen emparentarse en ningún aspecto con las poblaciones antes descritas, lo que permite pensar que su presencia se debe a migraciones que se expandieron rápidamente atraídos por los abundantes recursos del bajo Guadalquivir, y también por una mejora en las condiciones climáticas.
Carmona jugará un papel fundamental en este período debido principalmente a su situación geográfica, que controla las principales rutas del bajo Guadalquivir, por sus características orográficas que la dotan de inexpugnables defensas naturales y por los recursos potenciales que controla, tanto agropecuarios como los generados por el control de esas rutas de comercio. Con estos condicionantes, entre los siglos X y IX se constata ya la ocupación de la meseta de Carmona por estos grupos. Su estrategia de ocupación era básicamente la misma que para las etapas precedentes, es decir, ocupan todo el perímetro del actual casco histórico utilizando las alturas y laderas de las colinas dejando un gran vacío en el centro. El poblado estaría formado por cabañas circulares realizadas con un zócalo de piedras y alzado de adobes y ramajes, junto a otros espacios destinados a la guarda del grano y ganado. Los restos documentados hasta la fecha en las excavaciones son muy escasos dado la fragilidad de las construcciones y, es fundamentalmente a partir de los restos de sus utensilios, principalmente cerámicos, por los que se puede reconstruir la configuración y parte de la vida de estas gentes. De todo ello se puede inferir que sus prácticas económicas se basaban en la explotación agropecuaria.
Poco o nada se sabe de sus costumbres religiosas o funerarias, ya que no se ha encontrado ni una sola necrópolis en el bajo Guadalquivir correspondiente a esta época, hecho que desconcierta a los investigadores y que achacan al azar esta laguna en la información. No obstante, y paralelamente a la ausencia de cementerios, se han producido hallazgos de armas y otros objetos metálicos dentro de los ríos, interpretable en algunos casos como los restos de barcos hundidos o de acciones bélicas ocurridas en sus orillas, pero la relativa abundancia de estos hallazgos y el hecho de que éstos se produzcan en las áreas donde no existen cementerios parece abrir la posibilidad de que se trataran de ofrendas funerarias arrojadas a los ríos junto a los cadáveres de los muertos.
En torno al siglo VIII a. C. se produce un fenómeno que va a transformar intensamente la historia de las comunidades bajoandaluzas. Los fenicios, principalmente tirios, llegan a las costas andaluzas como resultado de una expansión que habían iniciado algunos siglos antes, a lo largo de todo el Mediterráneo, cuya principal finalidad fue la de crear pequeñas colonias que sirvieran para comerciar, buscando principalmente metales y otros productos exóticos que alcanzaran buen precio en origen. Con este fin fundan Cádiz y jalonan toda la costa mediterránea andaluza de colonias establecidas en islas o penínsulas situadas en las desembocaduras de los ríos, que les servirían como vías de comunicación hacia el interior.
La interpretación histórica tradicional entendía que los fenicios eran simplemente comerciantes instalados en establecimientos costeros que les servían de punto de intercambio con los tartesios, por esta razón localizaron sus colonias en la costa mediterránea andaluza, fuera del territorio tartésico, siendo su colonia más occidental las islas que formaban Cádiz. Sin embargo, estas dos premisas se están desmoronando ante el avance de los conocimientos sobre el mundo fenicio en la península ibérica, y así ya se sabe de la existencia de colonias fenicias más allá del Estrecho de Gibraltar llegando hasta la costa atlántica portuguesa. En otro sentido, la evidencia de que la colonización fenicia tuvo como una de sus metas principales la apertura de nuevos mercados y la búsqueda de nuevas fuentes de recursos, no niega la posibilidad de que determinados grupos de orientales aprovechasen el descubrimiento de nuevas tierras para intentar una colonización agrícola, e incluso, que para garantizar un comercio fluido tuvieran que organizar una red de mercado al interior del país lo que implicaría el establecimiento de pequeños enclaves comerciales en los poblados indígenas. Al menos, así parece indicarlo la documentación arqueológica en lugares como la propia Carmona.

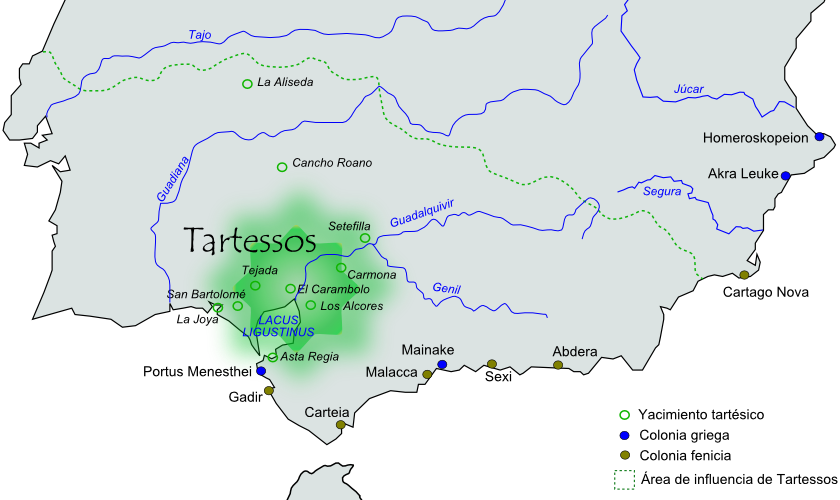
Poblados tartésicos.

Desde mediados del siglo VIII a. C., al menos, se había desarrollado en el poblado tartésico de Carmona un núcleo de población estable en una zona situada en el extremo norte, el actual barrio de San Blas, de la amplia meseta que da asiento a la actual ciudad. El lugar, de unas 6 ha de extensión, constituía entonces una fortaleza natural desde la cual se dominaban los caminos que conducían al Guadalquivir y al interior de la región.
Los primeros indicios de contacto entre los indígenas y fenicios están representados por restos de cerámica fabricada a torno fechada en el siglo VIII a. C.. Con posterioridad, y ya en los siglos VII y VI a. C., se evidencian en edificios construidos con técnicas claramente orientales. En el año 1988, en las excavaciones arqueológicas llevadas a cabo en el solar n.º 2 de la calle Higueral, se halló un muro de 1,1 m de anchura que estaba construido con aparejo mixto de sillares y mampostería. El paño de mampostería estaba formado con piedras de alcor con la cara externa aparecía aplanada y cuyos intersticios aparecían calzados con ripio, y estaba unido a un machón formado por tres hiladas superpuestas de sillares de piedra de alcor, dos colocados a soga y uno a tizón. Este muro, de técnica puramente oriental, se construyó a mitad del siglo VI a. C..
En 1992 se documentaron durante una intervención de urgencia realizada en la casa del marqués de Saltillo, un complejo de estructuras pertenecientes a tres edificios superpuestos, fechados entre la segunda mitad del siglo VII y mediados del V a. C.. Los tres acusan una fuerte influencia de las técnicas constructivas fenicias. Del más antiguo de ellos solo se excavó completa una habitación de 4,40 por 1,80 m, orientada longitudinalmente en sentido este-oeste. Tenía paredes de adobes sobre zócalos de piedra, revocadas con una arcilla amarillenta encalada. A la habitación se accedía por un hueco de la esquina sur, mientras que las tres restantes se localizaron sendos huecos excavados. Sobre el suelo de arcilla rojiza aparecieron los restos de tres píthoi, o tinajas, decorados con motivos figurativos animales y vegetales típicamente orientales.
El mayor de los tres representa un cortejo de cuatro grifos, seres híbridos con cabeza, cuello y alas de ave, cuerpo de ciervo o bóvido y rabo de toro. Los otros dos presentan motivos de flores y capullos de loto entrelazados. Junto a estos vasos aparecieron además dos copas, un plato y cuatro cucharas de marfil talladas imitando las cuatro patas de un ciervo, cabra o bóvido.
La estructura del edificio así como la simbología representada en los vasos parece indicar que es un complejo religioso.
Los elementos de raigambre fenicia no se limitan a la ciudad. Durante la actividad de la Sociedad Arqueológica de Carmona fueron excavados gran parte de los túmulos funerarios que rodean la ciudad, así como los del cercano Acebuchal y que culminaron con el descubrimiento de la necrópolis de la Cruz del Negro, que algunos investigadores interpretan como cementerio fenicio, que proporcionaron materiales diversos de raíz oriental entre los que destacan los marfiles.
Todos estos elementos hacen pensar que la influencia fenicia en Carmona fue más importante de lo que hasta ahora se había admitido. Con la llegada de los fenicios, Carmona sufrió un cambio radical. El poblado de cabañas fue transformándose en una ciudad a partir del núcleo creado en el barrio de San Blas, probablemente debido a la presencia de un establecimiento comercial fenicio en la zona. Las cabañas circulares se convirtieron en casas de planta rectangular, construidas al modo fenicio, con división interna en habitaciones destinadas a los distintos usos que la nueva sociedad requería. Los edificios se organizaron con un esquema urbanístico planificado, que marcaría el origen urbano de la ciudad. Este núcleo protourbano, se defendió con una muralla en talud realizada de mampostería en seco que defendía el flanco oeste, el más vulnerable. Este incipiente núcleo fue concentrando y transformando todo el poblado en un proceso que culminaría a mitad del siglo VI, cuando la caída de Tiro desmoronaría la estructura comercial fenicia arrastrando hacia la ruina al mítico Tartessos.

## Hierro II: etapa turdetana
La crisis que acabó con Tartessos, inauguró un período de incertidumbre aún no bien definido por la investigación histórica. Muchos yacimientos entran en crisis, reduciendo su extensión, otros desaparecen, se fundan nuevos y en algunos se han detectado niveles de incendio que podrían indicar una destrucción generalizada.
Carmona, no obstante, parece que no sufrió esta crisis o, al menos, ésta fue superada rápidamente. De hecho, la ciudad turdetana sigue ocupando el espacio delimitado durante el período orientalizante, adoptando la misma configuración urbana, y expandiéndose hasta el sur ocupando hasta las actuales calles Sancho Ibáñez, Prim y Vendederas. Esta expansión lleva, a partir del siglo V a. C. a ocupar el espacio junto a las defensas de fines del siglo VIII a. C..
En la zona de San Blas la ciudad turdetana, se asienta directamente, sobre la ciudad antigua, manteniendo incluso idéntica orientación (caso del solar de la casa Saltillo); más al sur, en el área de expansión, la ciudad turdetana, de nueva implantación, muestra distinta orientación que en la zona norte, orientación que será coincidente con la romana.

Localización aproximada de los turdetanos en Iberia.

Las cimentaciones y muros se realizaron de mampostería, con roca del lugar, revestidas y pintadas de rojo o blanco, en el caso de las estructuras murarias. Los pavimentos siguen siendo similares a los de la ciudad colonial: tierra apisonada, cantos rodados o lajas de piedra de alcor.
La situación estratégica en la que se sitúa la ciudad junto a la riqueza de los recursos naturales con la que está dotado el territorio, fueron la causa de que la crisis fuera superada rápidamente.
La conquista de la península ibérica por los cartagineses en el 237 a. C., al mando de Amílcar Barca, inicia una etapa turbulenta que culminará con la segunda guerra púnica y la conquista romana. Carmona, con seguridad, debió convertirse en un importante enclave cartaginés, como lo demuestran las importantes obras defensivas que nos han legado. Para reforzar la seguridad de esta plaza por su flanco más débil, construyeron una muralla, defendida por un complejo de fosos excavados en la roca y con sección en V. El principal acceso a la ciudad se defendió con un imponente bastión realizado con sillares almohadillados, que forma parte del actual Alcázar de la Puerta de Sevilla, convirtiendo a la ciudad en la plaza inexpugnable que impresionó al propio César.
La suerte de las armas no fue, en absoluto, favorable a las tropas púnicas, de manera que en el año 206 a. C. los cartagineses fueron expulsados de la Península. La decisiva batalla de Ilipa tuvo lugar, según Apiano, en Carmona, el principal núcleo púnico en la Turdetania. La victoria romana decidió definitivamente la suerte de Hispania.

## Tras la conquista romana
Con la conquista, Carmona, al igual que toda Hispania, inicia un lento proceso de adaptación y transformación que afectará a toda su cultura, organización social, económica, religiosidad, lengua, urbanismo, que se engloba bajo el término de romanización.
Durante la República, Carmona sigue manteniendo la misma estructura urbana que se habías descrito para el período turdetano y púnico, con pequeñas modificaciones apenas perceptibles por la arqueología. Los datos proporcionados por las excavaciones arqueológicas, han permitido documentar un complejo alfarero situado en las laderas del Albollón, localizado fuera de las murallas. En este período, que abarca los siglos II y I a. C., se produce un replanteamiento y una nueva concepción de la vivienda, los muros y cimentaciones de piedra y ladrillos de adobe mantienen la misma orientación que los turdetanos. En toda la cultura material y la construcción no es una excepción, se mantiene una fuerte vinculación con las tradiciones indígenas. En ocasiones se utilizan las estructuras turdetanas como cimentación de las nuevas edificaciones, aunque las estancias son de mayores proporciones y en el concepto espacial de vivienda se produce una transformación, acorde con el avance hacia una economía y estructura social más complicada.
Los efectos de la romanización sólo se harán patentes al final del período, con el surgimiento del Imperio.

## Durante el Imperio

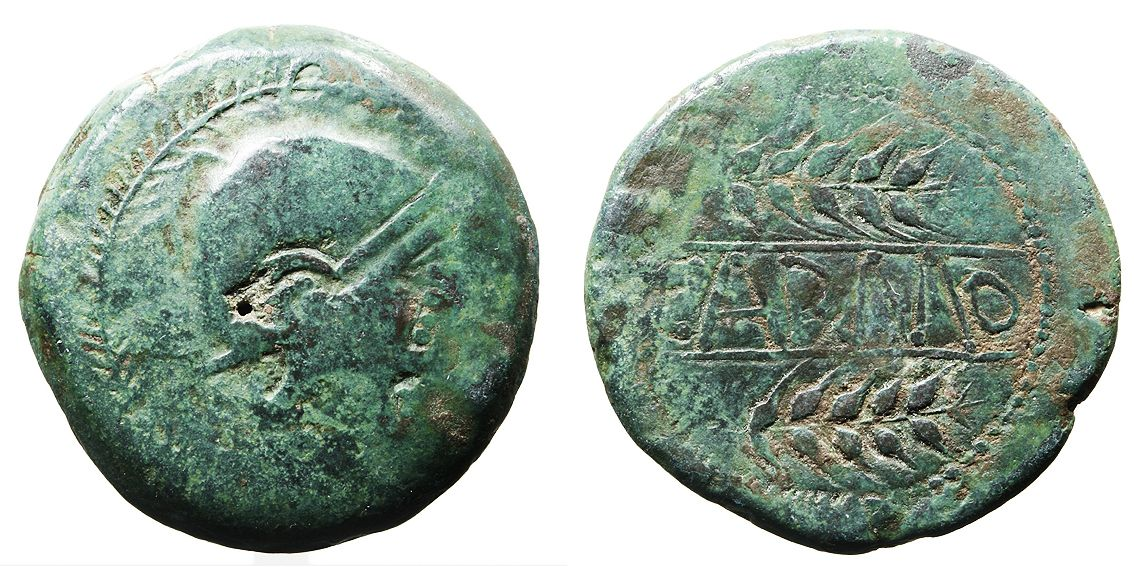
As de bronce acuñado en Carmo.

En la segunda mitad del siglo I, se inicia un período de prosperidad económica, fundamentado en la producción agropecuaria y el comercio a larga distancia, como lo demuestran los hallazgos de ánforas procedentes de la Bética en el Monte Testaccio, y el volumen de cerámicas gálicas documentado en las excavaciones, y respaldado por la Paz romana. Pronto se originó una intensa actividad constructiva, que se tradujo en una expansión urbana de norte a sur y que provocó una dicotomía: al norte la ciudad vieja, al sur la nueva. Se llevaron a cabo fuertes transformaciones urbanísticas, en trazados, creación de servicios, consolidaciones, etc. Carmona adopta un plano organizativo radicado en el centro. El eje este-oeste y el foro se convierten en los elementos formadores de la estructura urbana. El desarrollo económico posibilita el crecimiento a lo largo del siglo I d. C. y durante el siglo II singularmente con los Flavios, de suerte que la ciudad se expande hacia las áreas más despobladas de la meseta, hacia el sur y este, ocupando lo que actualmente es el barrio de San Felipe. Es en esta ampliación donde más fidedignamente se expresan los conceptos arquitectónicos y urbanísticos romanos, ya que no estaban sometidos a condicionantes estructurales previos, basados en una concepción ortogonal del plano en torno a la decumanus maximus.
Se analizan básicamente los elementos básicos que componían este esquema urbano, sus murallas y puertas, sus calles, el foro, los edificios de espectáculos, las termas, las áreas industriales, las viviendas y los cementerios.

### Muralla y puertas
Topográficamente Carmona es una elevada meseta de fácil defensa estratégica, prácticamente infranqueable por lo escarpado de sus laderas. Estas condiciones naturales estaban reforzadas en época romana por una muralla que abarcaba todo su perímetro y por puertas fortificadas. En la segunda década del siglo XXI, salvo las puertas de Sevilla y Córdoba y los cimientos de un lienzo en el Raso de Santa Ana, nada queda de esas imponentes defensas. La cerca murada debió discurrir, sin apenas variaciones, bajo el trazado de las murallas medievales que todavía se conservan, excepto en las zonas del Albollón y Cenicero, donde su trazado fue variando conforme se ganaba terreno a las dos vaguadas históricas colmatadas en época romana. Se ha podido comprobar en un solar excavado en la Ronda del Cenicero, que la muralla medieval se asentaba sobre los restos de otra construida en época tardorromana que, a su vez, se cimentaba sobre los escombros romanos que colmataban la vaguada del Cenicero, lo que indica que la cerca imperial debió trazarse más al interior.
En la zona del Arbollón, la excavación arqueológica realizada en 1989 documentó la existencia de una vaguada colmatada en época romana posterior al siglo I. El emplazamiento de las defensas quedarían al interior de la depresión, cuyos límites deben coincidir aproximadamente con los de la manzana triangular delimitada por el Convento de las Descalzas y la Plazuela del mismo nombre.
En la cerca murada se abrían cuatro puertas que servían de salida a los dos ejes viarios principales de la ciudad. Las puertas de Sevilla y Córdoba marcaban los extremos occidental y oriental del cardus maximus, mientras que las puertas del Postigo y Morón limitaban por el norte y sur respectivamente a la decumanus maximus.
En época de luchas entre Pompeyo y Julio César, este último dijo la célebre frase que los historiadores ponen en su boca 

Carmonenses, quae est longe firmissima totius porvinciae civitas (Carmo es con mucho la ciudad más fuerte de toda la provincia).
Julio César

#### Puerta de Sevilla

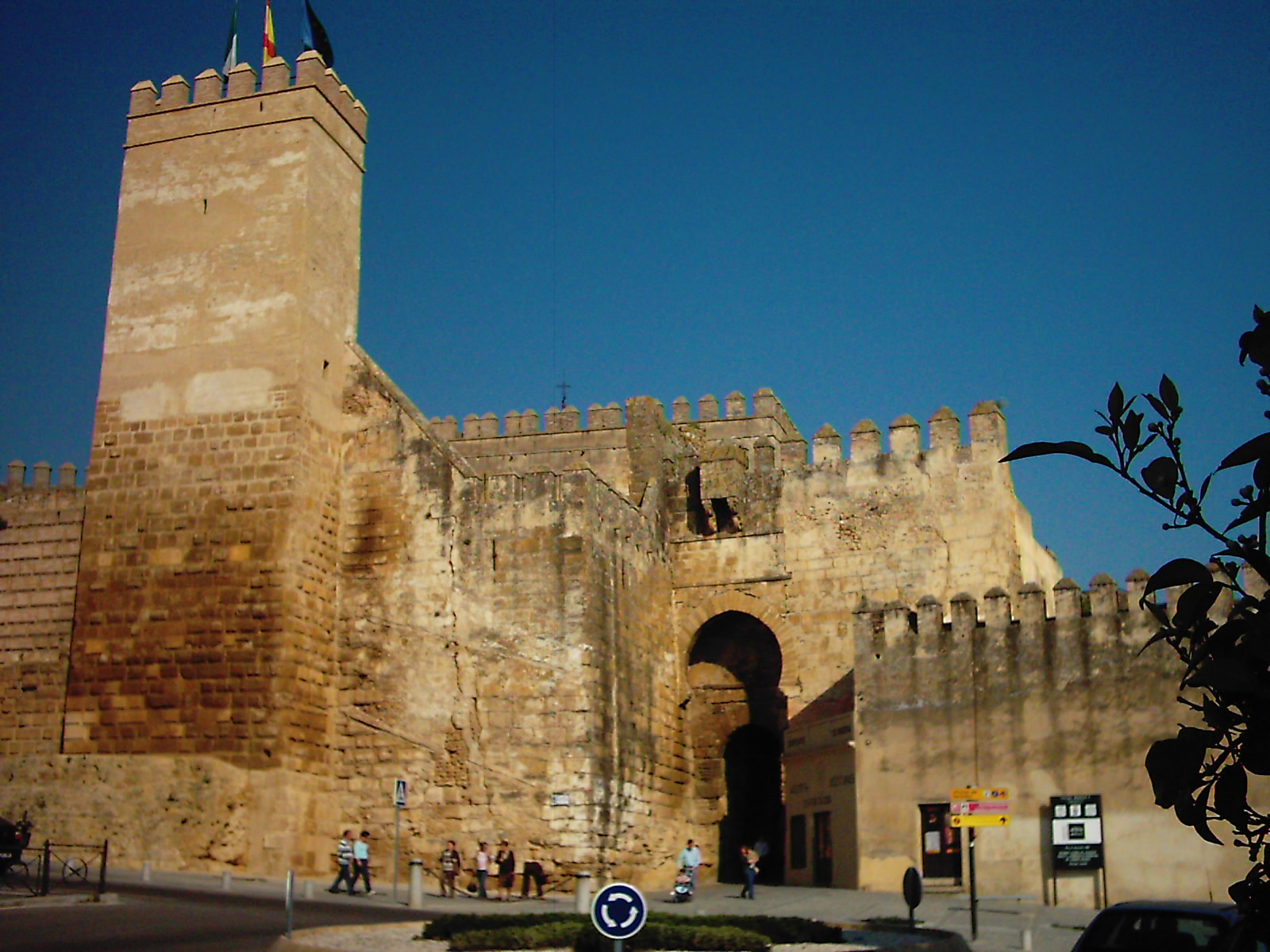
Alcázar de la puerta de Sevilla.

El bastión y la puerta de Sevilla son construcciones erigidas por los cartagineses antes de la segunda guerra púnica, no obstante, sufrieron varias modificaciones por parte de los romanos. Estas se centraron en la construcción de la puerta que da acceso a la ciudad y de la poterna situada al norte del bastión y de varias modificaciones llevadas a cabo en el propio bastión. La puerta se compone de dos espacios abovedados enmarcados por sendos arcos que dejaban entre sí un patio o intervallum. La poterna se compone de dos arcos de medio punto que enmarcan un espacio cubierto con bóveda de cañón. Ambas obras datan de la primera mitad del siglo I a. C.. En el bastión las principales reformas se centran en la construcción de un paramento, denominado cortina, que recrecía en altura a éste y de un templo del que apenas quedan restos del podio sobre el que se erigía y que fueron construidos en la segunda mitad del siglo I a. C..

#### Puerta de Córdoba
La actual Puerta de Córdoba es resultado de diversas reformas sobre la puerta romana original de la que se conservan los paramentos que llegan hasta el alcor, dos pilastras en relieve, configuradas a la manera clásica: basa ática sin plinto sobre un doble zócalo, parte de los dos torreones semioctogonales que la flanquean, la escalera y su bóveda. Los paralelos arquitectónicos, permiten fechar la obra en tiempos de Augusto o Tiberio (S.I d. C.).

#### Puerta de la Sedía
En 1986, se decapó un tramo de muralla en el solar n.º 4 de la calle Torre del Oro, en el que se documentaron los restos de una antigua puerta con al menos dos arcos de distintas dimensiones. Por el trazado de la ciudad romana y ortogonalidad de su urbanismo, es lógico pensar que si no allí, en un área muy cercana debió situarse una puerta principal romana.

#### Puerta de Morón
Topográficamente habría que buscar su situación en un lugar cercano a la cuesta de San Mateo que conduce al antiguo «caminillo viejo». Recientemente en el control de una zanja de infraestructura se documentó una estructura de sillares en seco, y con tipología similar a la Puerta de Córdoba.

### Calles

#### Cardo máximo y decumana
El concepto urbanístico romano está basado en el trazado ortogonal de sus calles que forman un reticulado simétrico entre los viales que discurrían en sentido NO-SE y SO-NE. Del entramado de calles, destacaban los dos ejes principales de la ciudad: el cardo máximo y la decumana máxima.
El cardo máximo correspondía en realidad al trazado urbano de la vía Augusta. Su trazado se ha perpetuado en el plano actual, recorriendo desde la Puerta de Sevilla hasta la de Córdoba pasando por las actuales calle Prim, Plaza de Arriba, Martín López, Dolores Quintanilla y Puerta de Córdoba, hecho que se ha podido contrastar con el hallazgo de parte de su trazado en el actual solar de la calle Prim n.º 27 y en la Plaza de Arriba.
La decumana máxima partía de la Puerta de Morón y, a través de un trazado no bien delimitado en la actualidad, cruzaría la actual Plaza de Arriba para dirigirse a la puerta noroccidental localizada en las cercanías del Postigo.
Las calles estaban pavimentadas con grandes losas irregulares de piedra pizarrosa. Bajo ellas discurrían las cloacas.

### Foro
El foro era el centro cívico, administrativo, religioso y económico de la ciudad. En él se encontraban los templos principales, la basílica, la curia, el macellum o mercado, toda la vida pública giraba en torno al foro.
En Carmona, el foro se encontraba en la confluencia del cardo máximo y la decumana máxima, en la actual Plaza de Arriba, que se ha perpetuado a través del tiempo como centro público de la ciudad. La información arqueológica no permite conocer exactamente la estructura del foro, que estaría situado entre las calles Descalzas, Peso de la Harina, Cruz de Santa María, Juan Carrera, Sancho Ibáñez, Madre de Dios, Plaza de San Fernando, Martín López, pero sí nos han proporcionado datos de indudable interés y no exentos de espectacularidad. En el solar de n.º 19 de la Plaza de San Fernando, se construyó en el S.I d. C. un edificio de gran envergadura, que podría ser obra de carácter y función pública. Su planta, muy común en época romana, podría corresponder a una vía porticada, un macellum o incluso el mismo foro. También de carácter público son los restos de un edificio de sillares situados en el Convento de Madre de Dios.
Recientemente, se ha exhumado en el área del foro una basa ática en mármol blanco de 1,3 m de diámetro a la altura del imóscapo y 45 cm de altura, parte de su fuste acanalado, en el solar n.º 7 de la calle Antonio Quintanilla, junto a un macizado de sillares. Debe tratarse de un edificio de grandes magnitudes, próximo al foro, la basílica o un templo. Estos elementos se relacionan con los existentes desde antiguo en la casa vecina. En el corral de la casa n.º 5 de esa misma calle se encuentran varios fragmentos de un fuste y capitel corintio con decoración de hojas de acanto.

### Teatro y anfiteatro

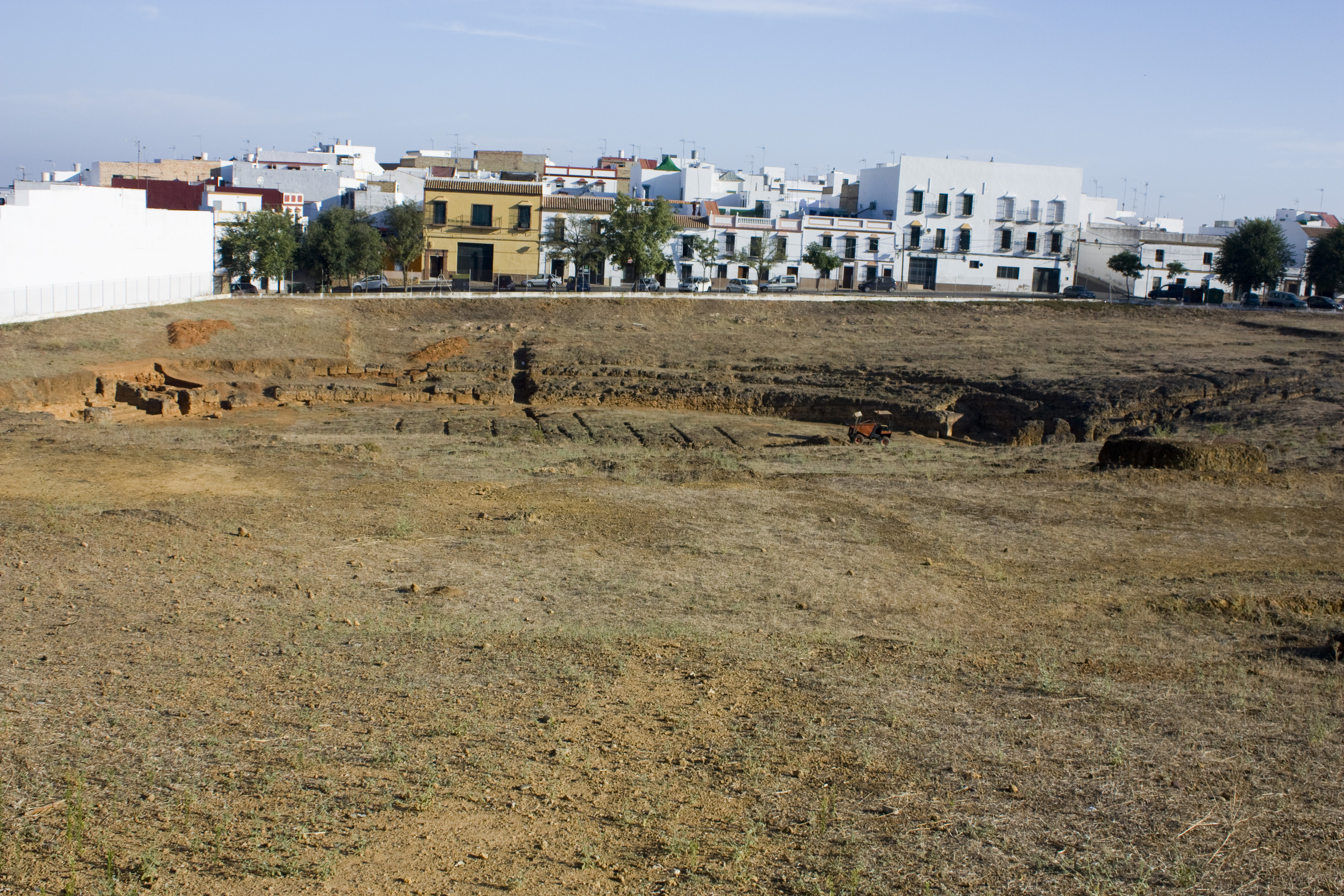
Restos del anfiteatro romano de Carmona.

El anfiteatro fue localizado frente a la necrópolis, junto a la vía Augusta, y comenzado a excavar por G. Bonsor y J. Fernández López en 1885. Del anfiteatro se conserva la arena, la ima cavea y la media cavea, que estaban labradas en la roca, mientras que la summa cavea, única parte del graderío construida, ha desaparecido. La arena del anfiteatro medía 55 m en su eje mayor y 39 el menor.
La existencia de teatro en Carmona siempre ha sido puesta en duda. De hecho, el mismo Bonsor pensaba que el anfiteatro servía para albergar las funciones de los dos edificios. No obstante, en 1995, en la calle General Freire, fue puesto al descubierto un impresionante macizado de sillares correspondiente a la cimentación de un edificio de gran envergadura. Determinados argumentos como las características constructivas, sus dimensiones, su localización topográfica y su situación con respecto a la ciudad romana, apuntan la posibilidad de que se trate del teatro, si bien, es una hipótesis sin confirmar.

### Termas
La tradición situaba un establecimiento de baños públicos en las inmediaciones de la Iglesia de San Bartolomé. Las recientísimas excavaciones efectuadas en el solar n.º 5 de la calle Pozonuevo, pusieron al descubierto parte de una piscina y de la infraestructura de calentamiento de agua de lo que, con toda seguridad, eran las termas públicas de Carmona. Las estructuras exhumadas tienen continuación bajo la calle y en el solar enfrentado a éste, a lo que se suma el hallazgo en 1923 del mosaico hoy conservado en el patio central del Ayuntamiento. A comienzos del siglo XXI se encontraban en proceso de documentación y estudio las estructuras conservadas, así como las cisternas que la alimentaban.

### Vivienda
La casa típica romana en Carmona estaba configurada en torno a un patio o atrium. A su alrededor se distribuían las distintas dependencias: cocina, letrinas, cubicula y triclinium. Los tejados vertían sus aguas hacia el atrio donde se recogían en una piscina. Una vez decantada, el agua se almacenaba en cisternas subterráneas que garantizaban el abastecimiento a la unidad doméstica, dada la imposibilidad de que éste se efectuara por medio de un acueducto. Las cisternas consisten en un pozo cilíndrico excavado en el alcor en el que se abren un número variable de galerías, con el objeto de aumentar su capacidad, que en algunos casos superaba los 40 m³. Toda la estructura se impermeabilizaba con un mortero de cal y fragmentos cerámicos denominado opus signinum.
A principios del siglo XXI no se había completa la excavación de una casa, aunque sí, parcialmente, muchos elementos de estas.
Las cimentaciones solían ser de mampostería, los muros de sillares, sillarejos, piedras o lajas de alcor o ladrillos, revocados por mortero de cal y posteriormente pintado con motivos figurativos, geométricos o lisos. Los colores más comunes eran el blanco, rojo y en menor medida el azul, verde u ocre. Los tipos de pavimento más común eran el opus signinum y el pavimento de ladrillo, más raramente los mosaicos y las losas de mármol.

### Área artesanal
El área artesanal, destinada principalmente a la producción de alfarería, se situaba extramuros, como estaba prescrito por la legislación romana, a ambos lados del camino que, como prolongación de la decumana máxima, partía de la puerta localizada cerca del Postigo y se dirigía a Axati (Lora del Río). En distintas excavaciones arqueológicas realizadas en la zona, se han exhumado varios hornos para la fabricación de cerámica así como restos de las instalaciones auxiliares. Los hornos eran de planta circular, construidos con ladrillos de adobe y se componían de dos partes fundamentales: la cámara de combustión y otra superior donde se colocaban las vasijas para la cocción. La cámara de combustión o furnium estaba excavada en el suelo y poseía un pilar central que servía para sostener la parrilla. A ella se accedía a través de un pasillo o praefurnium, también excavado en el suelo. Sobre el furnium, y a la altura de la superficie, se colocaba la parrilla, que era una plataforma de adobes con múltiples perforaciones que permitían que el calor generado en el horno llegara a la cámara de cocción que se cubría con una cúpula.

### Cementerios
Los cementerios se situaban fuera de la ciudad normalmente a ambos lados de los caminos principales que partían de ésta. La principal necrópolis estaba situada junto a las márgenes de la vía Augusta en dirección a Sevilla. No obstante, se han identificado otras de menor monumentalidad y extensión en el camino que se dirigía a Axati. Algunos hallazgos esporádicos parecen indicar la existencia de cementerios en las cercanías de la Puerta de Morón y en el Alcázar de Arriba.
|                |
| Vista general. |

|                      |
| Estatua de Servilia. |

|                     |
| Elefante en piedra. |

|                         |
| Estatua del dios Attis. |

## Épocas tardorromana y visigoda
Tras el siglo III, la ciudad entra en crisis, produciéndose una transformación económica y la ruralización de la sociedad. La ciudad se contrae y algunas de las zonas ocupadas con la ampliación imperial se despueblan. La ciudad entra en un período de recesión urbanística, que se manifiesta en una reutilización de las estructuras existentes con leves modificaciones. Por esta razón y por la destrucción de sus huellas por obras posteriores, los datos arqueológicas son muy escasos y solo han podido detectarse indicios evidentes de ocupación en el área central de la Carmona romano imperial, relacionados con el foro, que se parcela, transforma y reutiliza posiblemente con fines privados, y el viario principal. En la oficina del Monte, calle Prim, existe un mosaico polícromo fechable en el siglo III d. C.. Salvo estos datos, y la reutilización de una columna en la

## Carmona musulmana
La reconstrucción de la historia de la Carmona musulmana presenta una serie de inconvenientes derivados de la escasez de los textos escritos y la generalidad de sus contenidos, y de la parcialidad de la documentación arqueológica, que en contadas ocasiones ha permitido registrar estructuras de habitación.
En líneas generales, la ciudad debió seguir el ritmo de la historia de al-Ándalus. Se tiene constancia de que fue una de las primeras conquistas auspiciadas por Táriq tras el desembarco del 711. La toma efectiva se fecha en julio del 713 y fue dirigida militarmente por Muza ibn Nusayr. Una vez instalados, los musulmanes conservaron el viejo nombre de la ciudad, adaptándolo a su fonética: Qarmuna.
Extrapolando a partir de situaciones similares, se puede pensar en la firma de un tratado o capitulación que regulara la relación entre la población hispano-visigoda y los recién llegados. Estos pactos de convivencia permitían a los habitantes de las ciudades ocupadas mantener sus propias leyes e instituciones, conservar sus propiedades y practicar su religión, a cambio de la satisfacción de un impuesto denominado jarach.
La élite dominante hispano-visigoda fue sustituida o asimilada por la nueva élite procedente de África; el proceso de feudalización iniciado con el fin del Imperio Romano se trunca, instalándose la estructura estatal islámica.
Datos más concretos que permitan definir la situación particular de Carmona apenas si los hay. Existen referencias a la presencia de miembros de las tribus bereberes Sinhaya y Masmuda, así como de gentes de origen árabe.
Desde el siglo VIII y hasta el fin del Califato de Córdoba, Carmona era cabeza de una cora, nombre éste por el que se conocían las circunscripciones administrativas en que estaba estructurado al-Ándalus. La cora de Carmona comprendía todo el territorio limitado por las de Écija, Setefilla, Sevilla y Morón e incluía en su término aldeas y localidades menores, como Marsana y Bardis (las actuales Marchena y Paradas).
Si bien no existe un cuerpo de datos específicos que hagan posible un relato coherente y completo de la vida política y económica de la localidad, ciertos aspectos son abordables a partir de la documentación conservada. Sobre uno de ellos, el de islamización de la población local, se pueden incluso aportar cronologías amplias, que permiten afirmar que este proceso era ya una realidad en el siglo IX. Las diferencias propias de comunidades mixtas eran probablemente, en aquellas fechas, menores que las convergencias. De hecho, el gramático Jattab ibn Maslama, nacido en Carmona en el 906, se había formado en su ciudad natal conforme a las coordenadas culturales del mundo islámico.
El desmembramiento del Califato en numerosos principados lleva a Carmona a incorporar a Écija en el ámbito de su taifa, dominada por el caudillo bereber Mohamed ibn Abdallah, que se apoyó en la tribu Banu Birzal, a la que pertenecía, para tomar el poder. Ibn Abdallah logró hacer frente a las aspiraciones de hegemonía del Reino de Sevilla, hasta que en 1042 y después de un enfrentamiento con las armas, Carmona queda integrada en la taifa sevillana de los Abbadíes. A partir de este momento, la historia de la ciudad estará dibujada por las directrices que se marquen desde Sevilla.

En el 1091 se produce la irrupción de los almorávides, grupos tribales procedentes del norte de África que acaban con los reinos de taifas, imponiendo la unificación de todo el territorio de al-Ándalus bajo su dominio. Al mismo tiempo, el avance cristiano desde el norte se traduce en frecuentes incursiones militares que dejan tras sí una estela de destrucción y campos devastados.
El poder almohade procuró a la ciudad un corto periodo de estabilidad (1148-1224), al que sucedió una nueva etapa de conflictividad que se prolongaría hasta la conquista cristiana en 1247.
Sobre la urbanística de Qarmuna tenemos poca información. Las excavaciones proporcionan datos poco variados, ya que los únicos elementos que aparecen recurrentemente son los pozos negros y los residuos que contienen. Estructuras pertenecientes a edificios públicos o privados constituyen casos excepcionales, ya que, bajo la ciudad moderna, los muros y pavimentos que salen a la luz mediante las técnicas arqueológicas son de época romana. Existe un texto del geógrafo al-Himyarí que ofrece una descripción relativamente detallada de la ciudad y su entorno y que dice:

«Se encuentra en la ladera de una montaña y está rodeada de una muralla de piedra. Durante el periodo de paz se abrieron portillos en esta muralla, que fueron cerrados en la época de agitaciones.

Carmona es habitualmente inexpugnable por todos los lados de su contorno, excepto por su cara occidental: allí, la altura de la muralla es de 40 piedras, que equivale a 43 codos. En la muralla oeste hay una torre conocida bajo el nombre de al-Burg al-Agamm; en caso de guerra se colocan sobre esta plataforma lanzaproyectiles. En el ángulo de esta misma muralla norte hay otra más alta, que recibe el nombre de Samarmala: está cubierta por una torre de defensa y domina, al exterior, una verde pradera, cuya hierba no se seca jamás. A lo largo de esta muralla corre una fosa muy profunda, que data de la Antigüedad y cuyo terraplén se une a la muralla. Sobre el trazado de la muralla sur, se observa en cierto lugar una gran roca escarpada, levantada como un muro y tan alta que apenas se puede levantar los ojos hasta su cumbre: la muralla está construida por encima; entre ésta y el borde de la roca hay espacio suficiente para el paso de un hombre. Algunos se deslizan desde allí para ir a recoger miel y sacar los pájaros de la fisura de la roca. Esta misma muralla meridional está horadada por una puerta llamada Bab Yarni, cuyo nombre proviene del burgo Yarni, no lejos de ella.

La Puerta de Córdoba está al este de la muralla: forma una obra defensiva con torres. La Puerta de Calsena se encuentra al nordeste, y es la que hay que franquear al volver a Córdoba, pues el camino a que da acceso es fácil, mientras que el que sale de la Puerta de Córdoba es difícil y escarpado. La Puerta de Sevilla está al este: un poco retirada para el que entra a Carmona. Se encuentra una segunda puerta a cincuenta codos de la otra.

Hay en Carmona una mezquita mayor con columnas de mármol y pilastras de piedra. También hay un mercado semanal que tiene lugar los jueves. Hay baños públicos y un arsenal, que fue construido después de la incursión de los normandos para que sirviera de depósito de armas. En el interior de Carmona hay numerosas ruinas antiguas y una cantera de piedra. En los alrededores hay muchas canteras, una de ellas al norte.»
al-Himyarí

Muchos de los elementos citados en este texto son identificables actualmente.
Diversos tramos del cerco murario, que presentan zócalos de sillares reutilizados y el resto del alzado con fábrica de tapial, se fechan en época almohade, según se desprende del análisis de la información arqueológica. En lo que se refiere a los accesos al interior de la ciudad amurallada, la descripción de la Puerta de Córdoba responde exactamente a la realidad, y se confirmó plenamente este supuesto tras la intervención arqueológica llevada a cabo en 1995. La de Samarmala correspondería a la ya derribada de la Sedía y la de Yarni a la Puerta de Morón. Cierta confusión se da con respecto a la Puerta de Calsena, que, según A. Jiménez, sería la misma que la de Yarni, puesto que Calsena era una ciudad cercana a Arcos de la Frontera. La Puerta de Sevilla se identifica con la que el geógrafo menciona en el texto como al-Agamm.
De los tres alcázares con que cuenta la ciudad, al menos dos estuvieron en uso durante el dominio islámico. La fortaleza de la Puerta de Sevilla fue sometida a importantes transformaciones con el objeto de adaptar las estructuras preexistentes, como la elevación de la torre del homenaje y la superposición de un nuevo arco a los romanos precedentes. El Alcázar de Arriba o Alcázar Real conserva en su interior un palacio, cuyos caracteres tipológicos permiten datarlo hacia comienzos del siglo X.
La Mezquita Mayor ocuparía el solar donde ahora se levanta la iglesia de Santa María, donde se perpetúa, por tanto, el carácter de templo principal. Aún se conserva parte de la estructura islámica original en el Patio de los Naranjos, cuyos elementos tipológicos permiten fecharla hacia el siglo XI. Es posible la existencia de mezquitas menores, dada la importancia de la ciudad; pero ninguna prueba permite afirmarlo de forma fehaciente.
Con la documentación de la que se disponía hasta principios del XXI, no era posible la localización exacta del zoco y los baños, aunque la tradición sitúa a estos últimos en la zona de San Bartolomé. Sin embargo, las canteras de las que habla al-Himyarí son claramente reconocibles en las Cuevas de la Batida.
Se ha podido comprobar cómo en este periodo se reocupan zonas que antes habían sido de carácter público. Ejemplo paradigmático de este fenómeno es la parcelación con fines ocupacionales del solar que antes ocupara el foro romano. El trazado del viario actual pudo ser muy semejante al de la ciudad musulmana, lo que explicaría parcialmente la ausencia arqueológica de restos de edificaciones, al no haber sido frecuentes las reparcelaciones. La vía principal, el antiguo cardo romano, se mantiene en la ciudad islámica, comunicando el acceso desde Sevilla con la Mezquita Mayor. Un nuevo eje parece que se abre en esta época para poner en conexión la Puerta de Sevilla con la de Morón.
La imagen abigarrada del casco histórico de Carmona puede servir de aproximación a la fisonomía urbana de época islámica, con la salvedad de que en esa época había muchos más baldíos, sobre todo en la zona más cercana a la muralla.
Otra noticia habla de la construcción de un arsenal en la ciudad, como prevención ante ataques inesperados, como el que se produjo en el 844 en Sevilla y que tuvo por protagonista a una flota de vikingos. Es la única mención que contienen las fuentes a la existencia de arquitectura industrial en Qarmuna. Sobre su localización, la hipótesis más viable es la que se deriva de la existencia de dos calles denominadas Atarazana y Atarazanilla.
El cementerio como tal no ha sido aún localizado. Algunas tumbas, aisladas y excesivamente alejadas de la ciudad, fueron halladas en la zona de Campo Real.

## Baja Edad Media. Carmona bajo el dominio de los reyes cristianos
Dos factores marcan este periodo: los repartimientos y la incorporación a la estructura administrativa del reino de Castilla y la pervivencia de formas de vida del mundo musulmán a través de la población que decidió permanecer en sus lugares de origen.
Tras la toma de Carmona, Fernando III dio forma a un pacto que permitía a los musulmanes conservar sus propiedades y mantener sus residencias. Otorgó un fuero municipal a la ciudad, a la que decidió incluir en la categoría de señorío de realengo.
Del texto del repartimiento de Carmona se conserva una copia de siglo XV, que se supone bastante fiel con respecto al documento original. Al repartimiento inicial de Fernando III se superpone el de Alfonso X en el que se distinguen claramente dos secciones, en función del destinatario de las propiedades distribuidas: «donadíos» cuando los beneficiarios son miembros de la familia real u órdenes militares y «heredamientos» cuando son concedidas a los pobladores propiamente dichos.
Los donadíos estaban integrados por casas y por grandes extensiones de tierra, estructuradas en función de un módulo que establecía como unidad el cortijo (250-900 ha); los heredamientos eran lotes notablemente menores. Según la categoría del repoblador (caballeros hidalgos, caballeros ciudadanos o peones), recibía un lote más o menos rico. Los grandes beneficiados de este proceso administrativo fueron las órdenes de Santiago y Calatrava y la misma Corona.
El panorama que se desprende del análisis del repartimiento de Carmona es el de una sociedad integrada por una mayoría de población musulmana sometida por una minoría de cristianos, castellano-leoneses fundamentalmente y, en menor medida, aragoneses y navarros, que tienen en sus manos el control de las instancias administrativas y las instituciones de gobierno. El porcentaje de musulmanes y mudéjares se reducirá sensiblemente por distintas circunstancias, entre ellas el incumplimiento de las capitulaciones que les aseguraba una vida en libertad. Esta permanencia de población musulmana se documenta rotundamente por vía arqueológica, ya que la cultura material no muestra el menor indicio de ruptura con la época inmediatamente anterior a la conquista. Por el contrario, cerámicas, fábricas constructivas y otros tantos elementos se insertan plenamente en la tradición islámica. Ejemplos visibles de este fenómeno los encontramos en determinados elementos conservados en algunas casas del barrio de Santiago y de la calle Ancha, auténticas reliquias de los alarifes mudéjares del XIV.
Alfonso X renovó los fueros municipales de Carmona, con la voluntad de uniformar jurídicamente los territorios incorporados a la Corona. Dotó a la ciudad de un término jurisdiccional propio, partiendo de la antigua cora de época islámica y segregando únicamente Marchena. Se trata de un territorio extensísimo, mucho mayor que la demarcación actual, que comprendía Fuentes de Andalucía, Mairena, El Viso y La Campana.

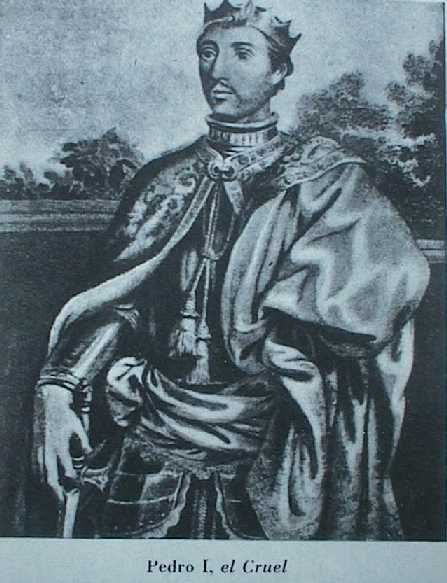
Pedro I de Castilla, apodado el Cruel

El periodo que sucede a la muerte de Alfonso X es difícil de reconstruir en Carmona, por la escasa documentación que se ha conservado. Su situación geoestratégica la hizo blanco, en numerosas ocasiones, de las razzias de los benimerines, depauperándose la zona como consecuencia de la situación de inseguridad crónica. Esta inseguridad era también propiciada por la conflictividad interna de la Corona de Castilla, ocasionada por los desórdenes políticos y las pugnas nobiliarias. En medio de este clima negativo, agravado en 1348 por los estragos que causa la peste negra, se inaugura el reinado de Pedro I (1350-1369) que, paradójicamente, se cerrará con un balance positivo para Carmona.
El gobierno de este rey, conocido por el apelativo de El Cruel, dejará en la ciudad importantes obras de arquitectura. Suya fue la decisión de restaurar el antiguo palacio musulmán del Alcázar Real, que reforzó con una nueva barbacana y dos grandes torres cuadradas. Mandó también construir otra fortificación al otro lado de la Puerta de Córdoba, el Alcázar de la Reina, derribado parcialmente en 1501 con la autorización de Isabel la Católica. El Alcázar de Abajo o de la Puerta de Sevilla se vio acrecentado con la incorporación de los Salones de Presos y de otras estancias; en 1992 se efectuaron excavaciones arqueológicas en la zona suroeste de la fortaleza, dando como resultado el hallazgo y documentación de una nueva sala de época de Pedro I. De la misma manera que los salones antes mencionados, esta estancia presenta decoraciones murales, de las que aún se conservan trazas.
Especial favor parece que otorgó el rey a la comunidad de judíos que habitaba, apartada, en el barrio de San Blas. No obstante, la presumible sinagoga que según la leyenda se halla bajo la iglesia, sería en todo caso anterior, ya que la construcción cristiana data precisamente de época de Pedro I.
Son también del periodo de Pedro I la mayor parte de las ermitas que salpican los alrededores de la ciudad: Nuestra Señora de la Antigua (donde hoy se levanta San Pedro), Santa Ana, San Sebastián, San Mateo y Santa Lucía.
Muerto el rey, Carmona se convierte en el último baluarte del partido petrista, alojando y protegiendo a sus hijos y fieles y soportando el asedio de Enrique de Trastámara hasta la capitulación de 1371.

## De los Trastamara a los Reyes Católicos
Las actas capitulares del Concejo carmonense hacen posible un conocimiento más profundo de los cien años anteriores al gobierno de los Reyes Católicos. Progresivamente, el poder municipal es monopolizado de forma hereditaria por ciertos linajes. Nuevos señoríos jurisdiccionales aparecen en el término, otorgados por Enrique II como estrategia para garantizarse el apoyo de determinados grupos nobiliarios, en un periodo marcado por las luchas políticas entre la monarquía y la nobleza. Estas pugnas llegan a su punto culminante con el desencadenamiento de la guerra civil, a resultas de la cual es depuesto Enrique IV. La situación estratégica de Carmona, importante baza militar y política, trae consigo un periodo de desorden y grave conflictividad para la ciudad, que solo superará con el comienzo del reinado de los Reyes Católicos.
El fin de la autonomía municipal lo marca el firme establecimiento del sistema de corregidores, funcionarios directamente dependientes de la Corona, en cuyas manos se depositan las riendas del poder local.
En esta etapa, Carmona adquiere muchos de los rasgos que caracterizan su fisonomía actual. Hacia 1411 se constituyen las collaciones parroquiales, germen de los actuales barrios: Santa María, Santiago, San Salvador, San Blas, San Felipe y San Bartolomé intramuros y San Pedro del Arrabal y San Mateo del Arrabal fuera de murallas. En 1424 se derriba la mezquita mayor para construir el templo principal de la ciudad, la Prioral de Santa María. 1463 es el año de la primera fundación conventual de Carmona, ciertamente tardía en comparación con otras ciudades, levantándose el convento de Santa Clara asomado a la calle Mayor. En 1407 se alude por primera vez a la plaza de San Salvador (Plaza de Arriba), delimitada por los edificios que albergaban las instituciones civiles y religiosas, además de por varias tiendas. Se refuerza el Alcázar Real con un fortín de artillería, el Cubete, y se autoriza la demolición del Alcázar de la Reina. Trece cofradías mantenían nueve hospitales abiertos en la ciudad, a los que venía a sumarse el de la Misericordia y Caridad, fundado en 1498. Hacia el cambio de siglo, el Arrabal de San Pedro había adquirido suficiente entidad como para albergar una serie de servicios que no ofrecía la plaza de Arriba, desde la mancebía a las casas de postas y mesones, además de comercios de todo tipo, que se situaban estratégicamente a lo largo del camino de entrada a la ciudad. El mismo matadero se levanta en 1503 cerca de lo que se había convertido en la zona de expansión de Carmona.

## De los Austria a los Borbones. Carmona en la Edad Moderna
El sistema de corregidores no fue un obstáculo para que determinadas familias de Carmona detentaran parte del poder local, monopolizando los cargos de jurados y regidores, que contrapesaban al representante de la Corona. Los Caro, los Rueda, los Quintanilla componían un grupo cerrado, estrechamente entrelazado por conexiones familiares, y gozaban de las ventajas sociales y económicas, sobre todo, la exención del pago de impuestos, derivadas de la pertenencia al cabildo municipal.
La definición de los grupos sociales de la Carmona del XVI tropieza, de nuevo, con el obstáculo de la falta de información. Las fuentes disponibles son los padrones fiscales, cuyos objetivos prácticos se ven cubiertos con la simple distinción entre los que pechan y los que no tienen obligaciones contributivas. Obviamente, la realidad social era mucho más compleja.
Más conocida es la estructura social del XVII, que probablemente, no era muy distinta de la del siglo anterior. El grupo numéricamente más importante era el de los jornaleros del campo. La mitad de los carmonenses de entonces subsistían penosamente como temporeros, calculándose que tendrían unos 120 días de trabajo al año. En mejor situación se encontraban los artesanos, a pesar de desarrollar sus actividades en el ámbito de una economía rural de escasos intercambios. En general, cubrían las necesidades del mercado interno, abasteciendo a la población de productos básicos de uso personal y doméstico y de herramientas agrícolas y de albañilería. El sector terciario era proporcionalmente muy grande, comprendiendo desde caleseros y lacayos en el estrato más bajo, hasta los médicos y procuradores. Llamativo es el porcentaje de población no activa (clérigos, religiosos, rentistas).
Desde el punto de vista económico, Carmona era un pueblo fundamentalmente agrícola y, sin duda, rico en este aspecto. Las tierras de la Vega eran conocidas por el buen pan que producían. A pesar de ello, se vivieron numerosas situaciones de carestía y desabastecimiento local. Estas situaciones se daban como consecuencia de la estructura de la propiedad de la tierra, que se concentraba en las manos de unos pocos, que manejaban el mercado en función de sus intereses. A ello se unía el hecho de que gran parte de las tierras de secano pertenecían a gente de fuera de Carmona, que destinaban la producción al comercio internacional. Para hacer frente a esas crisis, se crea en 1531 el pósito del trigo.
El término de Carmona disminuye a lo largo del reinado de Felipe II como resultado de la política de obtención de recursos de este monarca. Baldíos y tierras comunales y señoríos de realengo son vendidos a la nobleza para solventar las dificultades financieras de la Corona. En realidad, los reinados de los Austrias suponen para Carmona un continuo esfuerzo para responder a las exigencias de hombres y dinero de la Corte, eternamente implicada en conflictos militares.
En otro orden de cosas, es en este periodo cuando la población de Carmona comienza a crecer de forma sostenida. Ello no quiere decir que las crisis de mortandad, por epidemias, malas cosechas o la combinación de ambas, dejen de aparecer periódicamente, pero se presentan de forma más espaciada en el tiempo y con menor intensidad.
También la imagen de la ciudad cambiará a lo largo de la Edad Moderna. Las murallas y, en general, todo el sistema defensivo, sufren un deterioro progresivo, ya que la difusión de la artillería hace de ellos elementos ineficaces. Maltrechos ya como consecuencia del terremoto de 1504, el abandono de las periódicas campañas de reparación y mantenimiento propiciará su lenta destrucción, y aportará nuevos espacios a la población, que ocupa lo que antes eran baldíos inseguros.
El XVI es el siglo de las grandes fundaciones monásticas, que engullen un buen número de parcelas antes ocupadas por casas de particulares. Madre de Dios, Concepción, los ya desaparecidos de Santa Catalina y del Carmen, la renovación de San Sebastián, son todos ejemplos de la arquitectura conventual carmonense del quinientos.
La urbanística del XVII se reduce a unas cuantas intervenciones puntuales, orientadas a regularizar calles y dar forma a algunas plazas. Surgen, casi con su aspecto actual, las plazas de Lasso y de San Blas, mientras que la fundación del convento de las Descalzas define el espacio de la plazuela de Santa María.
Si el XVI es el siglo de los conventos, el XVIII lo será de las grandes casas nobiliarias. La mayor parte de las fachadas notables de las calles de Carmona adoptan el gusto barroco. Componen una larga lista donde entran desde la que edificaran los Rueda hasta la del Marqués de las Torres, pasando por la del barón de Gracia Real, la de los Domínguez, los Aguilar, los Caro, etc.
El barroco dejará, sin duda, una honda impronta en la ciudad. Algunas de las iglesias, San Bartolomé, San Blas, Santiago, abrirán nuevas puertas con la estructura y ornamentación propia de este estilo. Algo parecido sucede con los conventos: las antiguas portadas ojivales de Santa Clara y Concepción se ciegan para levantar fachadas dieciochescas. La remodelación de San Pedro y la construcción del Salvador cierran el capítulo de la arquitectura religiosa barroca.
Del XVIII es también la primitiva Alameda que, inspirada en la más antigua de Sevilla, se convierte en lugar de paseo para los carmonenses.

## Carmona contemporánea. SiglosXIXyXX
Carmona todavía en el comienzo del siglo XIX era una ciudad eminentemente agraria, con recursos basados en la explotación de la tierra y un débil sector de servicios.
La economía contemporánea preindustrial, sustentada en el cultivo de la trilogía mediterránea -trigo, vid y olivo-, se ha venido apoyando en una estructura social muy cerrada, derivada directamente de como se distribuye la propiedad de la tierra: grandes propietarios aristocráticos y eclesiásticos, arrendatarios de tierra y minifundistas junto a un mayoritario grupo de jornaleros agrícolas que alternan las labores del campo con actividades de economía de subsistencia casi depredadora.
El sector secundario se dedica a la producción de manufacturas artesanales destinadas a cubrir las necesidades más perentorias de la población y a la fabricación de utillaje agrícola para la producción agraria. Una almagama de oficios varios, compone el sector terciario o de servicios, donde se juntan individuos del más alto estrato social: clérigos, profesionales liberales..., junto a arrieros, criados y otras personas de baja extracción social.
En el siglo XIX, tras las desamortización de los bienes eclesiásticos, la propiedad de la tierra sufre algunas transformaciones. Si la Iglesia vio sus bienes confiscados y vendidos en pública subasta, la aristocracia, en palabras de Cruz Villalón «incrementó su patrimonio territorial en nuestra ciudad». A la vez, un grupo de grandes arrendatarios de las propiedades eclesiásticas y aristocráticas serán compradores de bienes desamortizados, dando lugar a unos nuevos propietarios que conformarán la llamada «burguesía agraria».
El grupo poblacional mayoritario seguía siendo el de los jornaleros, afincado fundamentalmente, desde el siglo XV, en el arrabal de San Pedro. Sus condiciones de vida, tras el periodo desamortizador, habían empeorado como consecuencia de la pérdida de los terrenos comunales.
La enajenación de los bienes de la Iglesia proporcionó a Carmona su primer mercado estable, aprovechando el enorme espacio que ocupara el convento de Santa Catalina; para ampliar la cárcel, se aprovechó el de San José y para emplazar el primer cementerio extramuros de la época contemporánea se tomó el convento de Santa Ana, prohibiéndose estrictamente en 1840 los enterramientos en las parroquias. La falta de presupuesto salvó a la Puerta de Sevilla de la piqueta y de la mentalidad higienista en exceso, que veía a las ciudades ahogadas en sus murallas.
En la segunda mitad del siglo XIX y primera mitad del XX, Carmona alcanza cierto grado de industrialización. Se crean las primeras industrias relacionadas con la transformación de productos agropecuarios: fábricas textiles, oleícolas, panificadoras, harineras, jaboneras, etc.
El ascenso de una pequeña burguesía ilustrada a los puestos de poder local y los frutos del pensamiento de la Ilustración heredado del siglo XVIII, dieron como resultado la creación de sociedades culturales -como la Sociedad Arqueológica de Carmona- e incentivaron a un nutrido grupo de eruditos, imbuidos de una mentalidad ilustrada, que filantrópicamente donaron sus obras o propiedades a la ciudad, destacando entre ellos nombres tan conocidos como Bonsor, Fernández López, Domínguez Pascual, Vega Peláez...
En 1876 entró en servicio el ferrocarril Guadajoz-Carmona, un ramal construido por la compañía MZA que enlazaba Carmona con la línea Madrid-Sevilla. Cuatro años después entraría en servicio una nueva línea férrea que enlazaba Carmona con Sevilla. Para atender las nuevas conexiones ferroviarias se levantaron dos estaciones, la de Carmona-Alta (para el ramal de Guadajoz) y la de Carmona-Baja (para la línea procedente de Sevilla). Sin embargo, la década de 1960 vería la decadencia del ferrocarril frente al transporte a motor por carretera. La conexión con Sevilla fue clasurada en 1965, mientras que el ramal de Guadajoz lo sería en 1970.
En el inicio de la guerra civil española, una compañía de regulares intentó tomar el pueblo pero no lo consiguió y el Comité de Defensa, formado tras conocerse el triunfo del golpe de Estado de julio de 1936 en Sevilla, tomó una serie de represalias ―16 derechistas fueron detenidos y uno fue asesinado cuando intentaba escapar― que fueron exageradas en uno de sus discursos radiofónicos por el general Queipo de Llano, jefe de las fuerzas sublevadas en Andalucía. Queipo de Llano acabó su discurso con la siguiente amenaza: «En Carmona se han realizado hechos que merecen ejemplares castigos, y yo he de imponerlos de tal modo que hagan época y que Carmona se acuerde por mucho tiempo de los Regulares». Cuando la localidad fue finalmente ocupada por las fuerzas rebeldes la amenaza se cumplió: solo el primer día doce vecinos fueron asesinados, incluido el teniente de la Guardia Civil Rafael Martín Cerezo que se había sumado al Comité de Defensa. En los cuatro meses siguientes fueron ejecutados sin juicio 201 hombres y 16 mujeres en «aplicación del bando de guerra». El cura párroco protestó por tantos asesinatos pero los terratenientes locales lo acallaron con amenazas. Por otro lado, muchas mujeres sufrieron todo tipo de humillaciones públicas, como había ocurrido en otras muchas localidades andaluzas ocupadas por el bando sublevado.
En el siglo XX, se aceleran los procesos urbanísticos. El crecimiento demográfico desborda la ciudad, que crece hacia el suroeste, poblándose los alrededores de San Antón. Para la gran expansión que vino con el desarrollismo de los años sesenta y la necesidad de vivienda de los 28 000 habitantes de entonces, nace el barrio de la Guita, las barriadas Virgen de Gracia y de la Paz y se ocupan Villarrosa, el Quemadero de San Francisco y la Calera de Benítez.